# Крекотень, Сергей Митрофанович
Сергей Митрофанович Крекотень (1901—1942) — работник советского сельского хозяйства, депутат Верховного Совета РСФСР 1-го созыва.

## Биография
Родился в крестьянской семье, в годы коллективизации родители Крекотеня подверглись раскулачиванию. В довоенное время работал в сельском хозяйстве, был бригадиром трактористов, затем директором Россошанской машинно-тракторной станции Воронежской области. В 1939 году участвовал во Всесоюзной сельскохозяйственной выставке. В 1938 году по Россошанскому избирательному округу Воронежской области Крекотень был избран депутатом Верховного Совета РСФСР, а 9 апреля 1939 года Указом Президиума Верховного Совета СССР за выдающиеся успехи в развитии сельского хозяйства награждён орденом Ленина. Кроме того, являлся членом Россошанского райкома ВКП(б).
В годы Великой Отечественной войны оказался в немецкой оккупации и был арестован полицией. На допросах он выдал всех известных ему коммунистов, оставленных в тылу врага для подпольной работы. Стремился всячески преуменьшить свою роль в работе партийных органов до прихода оккупантов, заявляя, что не выполнял партийных поручений, не выступал на колхозных собраниях и не вёл никакой агитации против немцев. Однако 8 августа 1942 года, как коммунист, Крекотень был расстрелян сотрудниками гестапо.

## Сочинения
- Крекотень С. М. Опыт передовой МТС [Текст] : [Россошан. МТС Воронеж. обл.]. — [Воронеж] : Воронеж. обл. кн-во, 1939. — 64 с.